# كاريكا (لاعب كرة قدم)
كاريكا (بالبرتغالية: Fernando Lopes Pereira‏) هو لاعب كرة قدم برازيلي في مركز حراسة المرمى، ولد في 4 مارس 1989 في جانديرا في البرازيل. لعب مع Clube Esportivo e Recreativo Atlântico ‏.